# بیرون‌بر

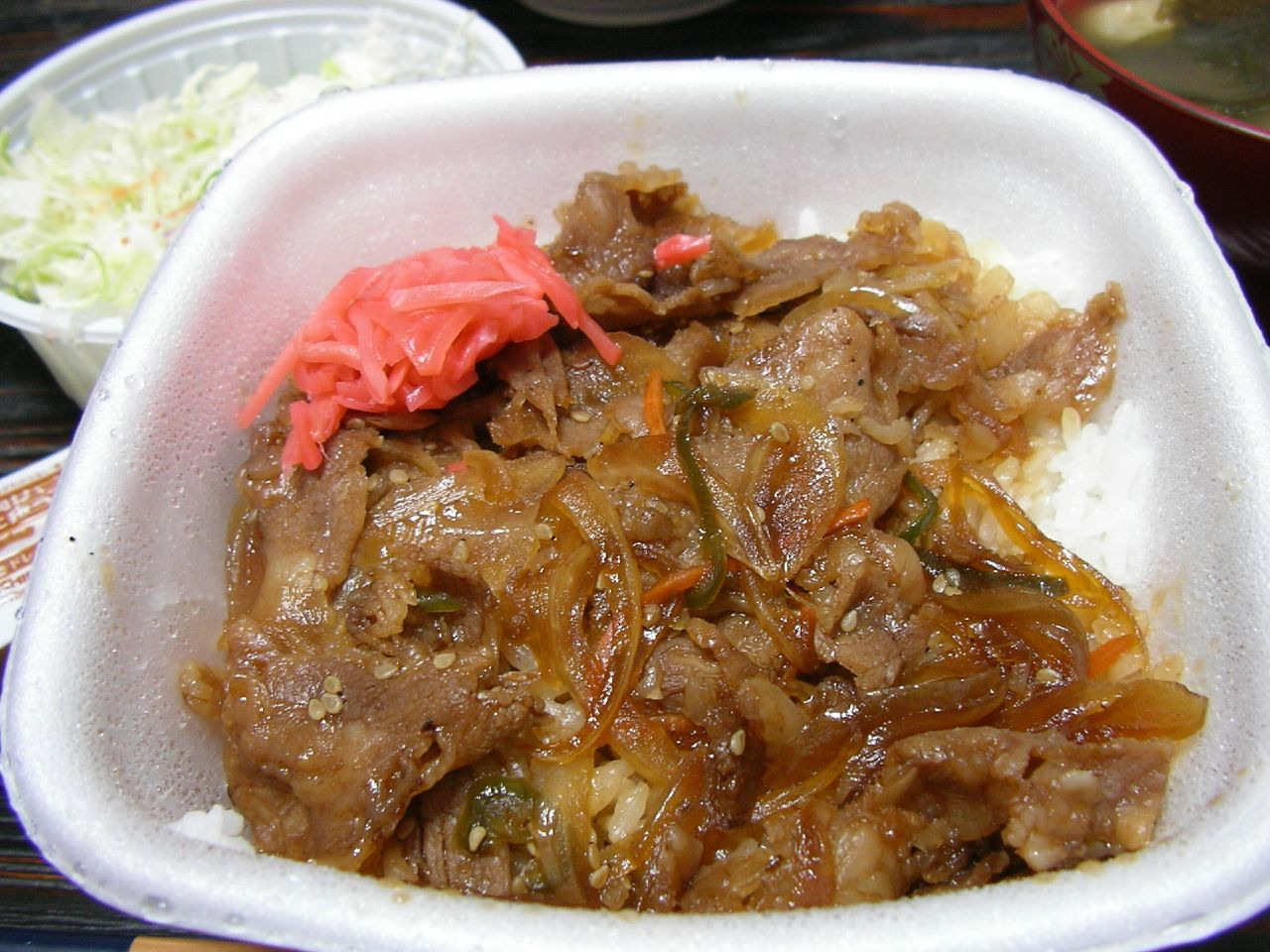
غذای بیرون بر ژاپنی به اسم یاکینیکو دن که در بیشتر موارد شامل گوشت ژاپنی و برنج با سبزیجات میشود

غذای بیرون‌بَر به غذایی گفته می‌شود که به منظور تجاری در یک رستوران تهیه می‌شود ولی بنا به ترجیح مشتری، یا چون رستوران جا یا صندلی برای خوردن ندارد مشتریان بعد از خریداری آن را با خود به خانه یا محلی دیگر می‌برند و می‌خورند.